# Limekilns
Limekilns är en ort i Storbritannien.   Den ligger i kommunen Fife och riksdelen Skottland, i den centrala delen av landet, 500 km norr om huvudstaden London. Limekilns ligger 16 meter över havet och antalet invånare är 1 329.
Terrängen runt Limekilns är platt. Havet är nära Limekilns söderut. Runt Limekilns är det tätbefolkat, med 383 invånare per kvadratkilometer. Närmaste större samhälle är Edinburgh, 19,6 km sydost om Limekilns. Trakten runt Limekilns består i huvudsak av gräsmarker.